# Groupe mixte (Italie)
Pour les articles homonymes, voir Groupe mixte.
En Italie, le groupe mixte (en italien Gruppo misto) est le groupe parlementaire qui réunit les non-inscrits à la Chambre des députés et au Sénat de la République. La plupart du temps, les non-inscrits s'inscrivent néanmoins à une composante dûment enregistrée par le règlement du Parlement.

## Groupe mixte à la Chambre des députés
Au 12 novembre 2011, le groupe mixte comprend 43 députés (sur 630) à la Chambre, ainsi répartis :
- Alliance pour l'Italie, 6 députés ;
- FareItalia per la costituente popolare, 4 ;
- Libéraux-démocrates-MAIE, 3 ;
- Liberali per l'Italia-PLI, 5 ;
- Minorités linguistiques (dont deux députés de la Südtiroler Volkspartei (SVP) et un député valdôtain d'Autonomie Liberté Démocratie, Roberto Nicco), 3 ;
- Mouvement pour les autonomies-Alliés pour le Sud, 4 ;
- Noi per il partito del sud Lega Sud Ausonia (Grande Sud), 3 ;
- Repubblicani-Azionisti, 3
- Non-inscrits à une composante : 12.

Il était alors présidé par Siegfried Brugger (SVP).
À la suite des élections générales italiennes de 2013, il comprend au début de la XVIIe Législature, d'abord 20 députés, puis 27 députés le 19 mars 2013 :
- les six, puis cinq, du Centre démocrate, qui en prend la présidence, avec Pino Pisicchio,
- les cinq de la Südtiroler Volkspartei et du Parti autonomiste trentin et tyrolien, composante dite des Minorités linguistiques,
- les trois du Mouvement associatif des Italiens à l'étranger auxquels s'est jointe Renata Bueno de l'USEI, composante MAIE, puis le 8 avril 2013 Fucsia Nissoli en provenance de Choix citoyen de Mario Monti
- les neuf de Frères d'Italie - Centre-droit national et cinq autres députés, qui ne sont inscrits dans aucune composante. Ces 9 députés obtiennent la dérogation de se constituer en groupe parlementaire autonome, nommé Frères d'Italie, le 4 avril 2013.

Au 20 mars 2017, leur nombre est devenu 51, ainsi répartis :
- Alternativa libera-Tutti insieme per l'Italia, 5 députés (tous élus avec le Mouvement 5 étoiles) ;
- Conservatori e Riformisti (CoR), 11 députés ;
- Fare!-PRI, 3 députés ;
- Minorités linguistiques, 6 députés ;
- PSI-Liberali per l'Italia (PLI), 3 députés ;
- Union de centre, 4 députés ;
- USEI-Idea, 4 députés ;
- Non-inscrits dont la présidente de la Chambre, 15 députés.

Le 10 juillet 2017, à cause d'un nombre insuffisant de députés, le groupe Civici e Innovatori devient une composante du groupe mixte sous le nom de Civici e Innovatori-Energie per l'Italia.
La plupart du temps, les non-inscrits s'inscrivent néanmoins à une composante dument enregistrée par le règlement du Parlement.

## Groupe mixte au Sénat de la République
Au Sénat de la République, il est composé au 15 mars 2013, début de la XVIIe législature des sénateurs suivants :
- Loredana De Petris, Gauche, écologie et liberté, présidente du groupe,
- Giovanni Barozzino, Sinistra Ecologia e Libertà
- Massimo Cervellini, Sinistra Ecologia e Libertà
- Carlo Azeglio Ciampi
- Emilia De Biasi
- Peppe De Cristofaro, Sinistra Ecologia e Libertà
- Giovanna Mangili (élue M5S)
- Alessia Petraglia, Sinistra Ecologia e Libertà
- Stefania Pezzopane
- Dario Stefano, Sinistra Ecologia e Libertà
- Renato Turano
- Luciano Uras, Sinistra Ecologia e Libertà

Le 17 octobre 2013, après avoir quitté Choix citoyen pour l'Italie, Mario Monti rejoint le Groupe mixte.